# Dietrich Küchemann
Dietrich Küchemann (* 11. September 1911 in Göttingen; † 23. Februar 1976 in Farnham, Großbritannien) war ein deutsch-britischer Ingenieur.

## Wissenschaftliches Leben
Dietrich Küchemann studierte Mathematik, Physik und Strömungsmechanik an den Universitäten Göttingen und München und arbeitete nach der Promotion 1936 (Störungsbewegungen in einer Gasströmung mit Grenzschicht) an der Göttinger Aerodynamischen Versuchsanstalt mit Albert Betz unter anderem über die Aerodynamik des Doppeldeckers. 1942 entwickelte er das sogenannte Triebflügelkonzept, das nach Kriegsende als „Kipprotor-Flugzeug“ von den Vereinigten Flugtechnischen Werken in Bremen aufgegriffen wurde. Er beschäftigte sich – zum Teil gemeinsam mit seiner Kollegin Johanna Weber – jedoch vor allem mit der Aerodynamik von Kühlern und Triebwerkseinläufen.
Küchemann wurde 1947 Mitarbeiter des Royal Aircraft Establishment (RAE) in Farnborough und stieg nach seiner Einbürgerung zum Head of Supersonic Division (1957) und Head of Aerodynamics Department (1966) auf; 1971 wurde er Professor am Imperial College London. Beim RAE galten seine Forschungsarbeiten dem Pfeilflügel für hohe Unterschallgeschwindigkeiten, dem schlanken Flügel für Überschallgeschwindigkeiten und dem „Wellenreiter“-Konzept für Flugzeuge bei Hypergeschwindigkeiten. Küchemann war maßgeblich – wiederum mit seiner Kollegin Johanna Weber – an den Plänen für die britisch-französische „Concorde“ beteiligt und stand dem „Fluid Dynamics Panel“ und der „Advisory Group for Aerospace Research and Development“ vor. Auch das Flügeldesign des ersten Airbus A300B trug seine Handschrift.
1964 wurde er zum Commander des Order of the British Empire (CBE) ernannt.

## Persönliches
Dietrich Küchemann heiratete 1936 Helga geb. Praefcke, mit der er drei Kinder bekam: Christine, Dietmar und Eva-Beate. Hinsichtlich der politischen Einstellung standen Dietrich Küchemann und seine Frau dem Nationalsozialismus von Anfang an äußerst kritisch gegenüber.

## Schriften (Auswahl)
- Störungsbewegungen in einer Gasströmung mit Grenzschicht. In: Zeitschrift für Angewandte Mathematik und Mechanik. 18. Jahrgang, Nr. 4, 1938, S. 207–222, doi:10.1002/zamm.19380180402.
- Über die Strömung an ringförmigen Verkleidungen. Insgesamt 12 Teile. Göttingen, ab 13. Juni 1940. (Mit Johanna Weber.) Digitalisat von Teil V. Digitalisate der englischen Übersetzungen von Teil I, II, VI, VIII und IX (1952).
- Das Einlaufproblem bei Triebwerksverkleidungen. Göttingen, 20. Dezember 1942. (Mit Johanna Weber.) Digitalisat
- Aerodynamics of Propulsion (= McGraw-Hill publications in aeronautical science). 1. Auflage. McGraw Hill, New York, NY 1953 (englisch). (Mit Johanna Weber)
- The Aerodynamic Design of Aircraft (= AIAA Education Series). American Institute of Aeronautics & Astronautics, Reston, VA 2012, ISBN 978-1-60086-922-8 (englisch,  [1978]).